# Championnat de République dominicaine de football 2014
Navigation
Saison précédente Saison suivante
La saison 2014 du Championnat de République dominicaine de football est la neuvième et dernière édition de la Liga Mayor, le championnat de première division en République dominicaine. Les douze équipes engagées sont réparties en deux poules géographiques, où elles s’affrontent à deux reprises. Les deux premiers se qualifient pour la phase finale du championnat. Il n'y a ni promotion, ni relégation en fin de saison.
C'est le tenant du titre, le Moca Fútbol Club qui est sacré cette saison après avoir battu le club de Jarabacoa en finale. Il s’agit du treizième titre de champion de République dominicaine de l’histoire du club.

## Les clubs participants
- La Romana Fútbol Club
- Escuela Bob Fútbol Club
- Bauger Fútbol Club
- Moca Fútbol Club
- Deportivo Pantoja
- Domingo Savio La Vega
- Atlético San Cristóbal
- Universidad Organización y Métodos
- SDB Jarabacoa
- Los 30 de Villa Tapia
- Puerto Plata
- Instituto Superior de Agricultura

## Compétition
Le barème utilisé pour établir le classement est le suivant :
- Victoire : 3 points
- Match nul : 1 point
- Défaite : 0 point

### Saison régulière
| Rang | Équipe                            | Pts | J  | G | N | P  | Bp | Bc | Diff |
| ---- | --------------------------------- | --- | -- | - | - | -- | -- | -- | ---- |
| 1    | Moca Fútbol ClubT                 | 23  | 10 | 7 | 2 | 1  | 24 | 7  | +17  |
| 2    | SDB Jarabacoa                     | 21  | 9  | 6 | 3 | 0  | 25 | 2  | +23  |
| 3    | Domingo Savio La Vega             | 16  | 9  | 5 | 1 | 3  | 25 | 12 | +13  |
| 4    | Los 30 de Villa Tapia             | 16  | 10 | 4 | 4 | 2  | 20 | 11 | +9   |
| 5    | Puerto Plata                      | 6   | 10 | 2 | 0 | 8  | 10 | 21 | -11  |
| 6    | Instituto Superior de Agricultura | 0   | 10 | 0 | 0 | 10 | 7  | 58 | -51  |

| Rang | Équipe                             | Pts | J  | G | N | P | Bp | Bc | Diff |
| ---- | ---------------------------------- | --- | -- | - | - | - | -- | -- | ---- |
| 1    | Bauger Fútbol Club                 | 22  | 10 | 7 | 1 | 2 | 19 | 12 | +7   |
| 2    | Atlético San Cristóbal             | 19  | 10 | 6 | 1 | 3 | 23 | 11 | +12  |
| 3    | Deportivo Pantoja                  | 18  | 10 | 5 | 3 | 2 | 17 | 10 | +7   |
| 4    | Escuela Bob Fútbol Club            | 10  | 10 | 3 | 1 | 6 | 12 | 27 | -15  |
| 5    | Universidad Organización y Métodos | 8   | 10 | 2 | 2 | 6 | 10 | 13 | -3   |
| 6    | La Romana Fútbol Club              | 8   | 10 | 2 | 2 | 6 | 12 | 20 | -8   |

### Demi-finales
| Équipe 1               | Résultat | Équipe 2           | Aller | Retour |
| ---------------------- | -------- | ------------------ | ----- | ------ |
| Atlético San Cristóbal | 1 - 2    | Moca Fútbol Club   | 1 - 1 | 0 - 1  |
| SDB Jarabacoa          | 2 - 1    | Bauger Fútbol Club | 2 - 1 | 0 - 0  |

### Finale nationale
| 12 juillet 2014 | Moca Fútbol Club             | 3 - 0 | SDB Jarabacoa | Moca |
|                 | Pierre 45+2e, 87e · Faña 69e |       |               |      |

| 20 juillet 2014 | SDB Jarabacoa | 1 - 3 | Moca Fútbol Club                  | Jarabacoa |  |
|                 | Edwin 6e      |       | 17e Daba · 40e Peralta · 67e Faña |           |  |

## Bilan de la saison
| Championnat de République dominicaine de football 2014 |                              |
| Champion                                               | Moca Fútbol Club (13e titre) |
| Coupes et trophées                                     |                              |
| Vainqueur de la Coupe de République dominicaine 2014   | Non disputée                 |
| Qualifications continentales                           |                              |
| CFU Club Championship 2015                             | Aucun                        |
| Promotions et relégations                              |                              |
| Promus en Liga Mayor                                   | Aucun                        |
| Relégués                                               | Aucun                        |